# Колискова для чоловіків
«Колиско́ва для чоловікі́в» (рос. «Колыбельная для мужчин») — російський радянський художній фільм 1976 року.

## Сюжет
Подібно до багатьох жінок післявоєнного часу, Клавдія одна виховувала сина. Вони були вірними друзями і союзниками проти всіх негараздів. Одного разу в їхньому будинку з'явилася гарна і безтурботна дівчина. Мати намагалася не заважати синові бути щасливим. Але трапилося нещастя: фронтове поранення дало про себе знати — і жінка осліпла …

## У ролях
- Люсьєна Овчинникова — Клавдія Іванівна
- Юрій Шликов — Коля Санін
- Наталія Андрейченко — Валя Крилова
- Тетяна Пельтцер — тітка Таня, лікар
- Наталія Ричагова —  Оля, секретар комсомольської організації в школі
- Ігор Янковський — Сева
- Микола Скоробогатов — шабашник
- Вадим Захарченко — експедитор вантажу сантехніки
- Владислав Федченко — Саня, чоловік Клавдії Іванівни, лейтенант у спогадах матері про війну
- Геннадій Чулков — вчитель
- Сергій Лукинський
- Радій Афанасьєв — Зав'ялов
- Віктор Перевалов — солдатів біля пам'ятника загиблим воїнам
- Микола Горлов — бригадир вантажників

В епізодах:
- Борис Сморчков
- Олександр Комісаров

## Знімальна група
- Автор сценарію: Юрій Яковлєв
- Режисери: Іван Лукинський, Володимир Златоустівський
- Оператор: Олександр Рибін
- Композитор: Кирило Молчанов
- Художник: Людмила Безсмертнова